# Paratrichocladius tamaater
Paratrichocladius tamaater är en tvåvingeart som beskrevs av Sasa 1981. Paratrichocladius tamaater ingår i släktet Paratrichocladius och familjen fjädermyggor. Inga underarter finns listade i Catalogue of Life.